# Kurt Pittschieler
Kurt Pittschieler (9 gennaio 1984) è un ex sciatore alpino italiano.

## Biografia
Originario di Velturno e attivo in gare FIS dal novembre del 1999, Pittschieler esordì in Coppa Europa il 13 febbraio 2003 a Sella Nevea in supergigante (57º) e in Coppa del Mondo il 21 dicembre 2006 a Hinterstoder in slalom gigante, senza qualificarsi per la seconda manche. In Coppa del Mondo ottenne il miglior piazzamento l'11 gennaio 2008 a Wengen in supercombinata (24º) e prese per l'ultima volta il via il 10 gennaio 2009 ad Adelboden in slalom gigante, senza qualificarsi per la seconda manche. Si ritirò al termine della stagione 2011-2012 e la sua ultima gara fu uno slalom gigante FIS disputato il 28 marzo a Pampeago, chiuso da Pittschieler al 40º posto; in carriera non prese parte a rassegne olimpiche o iridate.

## Palmarès

### Coppa del Mondo
- Miglior piazzamento in classifica generale: 133º nel 2008

### Coppa Europa
- Miglior piazzamento in classifica generale: 30º nel 2006

### Campionati italiani
- 1 medaglia:
  - 1 argento (combinata nel 2006[1])